# Indução enzimática
Indução enzimática é o aumento de produção de enzimas, geralmente ocasionado pela administração de fármacos, tais como o fenobarbital.

## Indutores enzimáticos[2]
- Erva de São João (Hypericum perforatum)
- Barbitúricos
- Carbamazepina
- Griseofulvina
- Rifampicina